# Горбачёв, Евгений Иванович
Евгений Иванович Горбачёв (23 мая 1946) — заслуженный мастер спорта СССР (хоккей с мячом), пятикратный чемпион мира.

## Биография
Е. И. Горбачёв выступал за «Труд» из Куйбышева в течение трёх сезонов.
В 1965 году играл за футбольный куйбышевский «Металлург».
В 1966 году был призван в армии и служил в свердловском СКА.
В 1969 году перешёл в московское «Динамо», в составе которого провёл 13 сезонов.
Привлекался в сборную СССР, в составе которой пять раз стал чемпионом мира.
Также играл в хоккей на траве. Провел 10 игр в составе сборной СССР по хоккею на траве. Участвовал в чемпионате Европы 1970 года.

## Тренерская карьера
По окончании игровой карьеры работал в «Динамо» (Москва).

## Достижения

### хоккей с мячом
— Чемпион СССР — 1968, 1970, 1972, 1973, 1975, 1976, 1978 

 — Серебряный призёр чемпионата СССР — 1967, 1969, 1971, 1974, 1977
 — Обладатель Кубка европейских чемпионов — 1976, 1977, 1979
В списке 22 лучших игроков сезона входил 11 раз — 1968, 1969, 1970, 1971, 1972, 1973, 1975, 1976, 1977, 1978
 — Чемпион мира — 1969, 1971, 1973, 1975, 1977 

В составе символической сборной чемпионата мира — 1973.